# Somaliatrast
Somaliatrast (Turdus ludoviciae) är en hotad afrikansk fågel i familjen trastar som endast förekommer i norra Somalia.

## Utseende och läten
Somaliatrasten är en medelstor (23 cm), brungrå trast med kontrasterande svart på huvud och bröst. Näbben är gul. Honan har streckat och fläckad vit strupe och streckat bröst. Sången liknar olivtrastens, men det tjattrande varningslätet är hårdare.

## Utbredning och systematik
Fågeln förekommer enbart i bergstrakter i norra Somalia. Den behandlas som monotypisk, det vill säga att den inte delas in i några underarter.

## Status och hot
Somaliatrasten är en fåtalig art med ett mycket begränsat och krympande utbredningsområde. Den tros också minska i antal till följd av habitatförstörelse. Tidigare kategoriserade internationella naturvårdsunionen IUCN arten som akut hotad, men dess levnadsmiljö verkar försvinna inte i lika hög utsträckning och takt som man befarade. Idag listas den istället som nära hotad (NT).